# Новинка (Августівський повіт)
Новінка (пол. Nowinka) — село в Польщі, у гміні Новинка Августівського повіту Підляського воєводства.
Населення — 295 осіб (2011).
У 1975-1998 роках село належало до Сувальського воєводства.

## Демографія
Демографічна структура станом на 31 березня 2011 року:
|          | Загалом | Допрацездатний вік | Працездатний вік | Постпрацездатний вік |
| -------- | ------- | ------------------ | ---------------- | -------------------- |
| Чоловіки | 145     | 21                 | 115              | 9                    |
| Жінки    | 150     | 32                 | 87               | 31                   |
| Разом    | 295     | 53                 | 202              | 40                   |